# Hyosung Group
Die Hyosung Group ist ein südkoreanischer Mischkonzern (Jaebeol), der im Jahr 1966 gegründet wurde.
Die Tochter-Unternehmen sind auf verschiedenen Gebieten tätig, unter anderem chemische Industrie, Maschinenbau, Computertechnologie, IT, Handel und Konstruktion.

## Tochterunternehmen
- Hyosung Corporation
- Hyosung Heavy
- Hyosung EBARA
- Hyosung EBARA Engineering
- Hyosung Innotec
- Hyosung Transworld
- The Class Hyosung
- Hyosung NTS
- Hyosung Information Systems
- Hyosung Capital
- Dongyang Technical College
- Hyosung S&T Motors, Motorradhersteller (ausgegliedert 1980)